# Hesperotestudo bermudae
Hesperotestudo bermudae – gatunek żółwia z rodziny żółwi lądowych (Testudinidae). Został opisany w 2000 roku przez Petera Meylana i Wolfganga Sterrera w oparciu o niemal kompletny szkielet wraz z ogonem i otaczającym go pancerzem, odkryty w plejstoceńskich osadach formacji Upper Town Hill na Bermudach. Autorzy przypisali go do rodzaju Hesperotestudo, znanego wcześniej od oligocenu do plejstocenu Ameryki Północnej. Zasugerowali, że przodkowie H. bermudae prawdopodobnie dotarli na Bermudy dzięki prądom morskim lub na naturalnych tratwach. Ponieważ wówczas znano pozostałości tylko jednego osobnika, Olson, Hearty i Pregill wysunęli dwie hipotezy dotyczące obecności szczątków żółwia na Bermudach: według pierwszej należały one do osobnika, który jako jedyny przedstawiciel gatunku żyjącego na kontynentalnej Ameryce dotarł na archipelag, a według drugiej na Bermudach występowała cała populacja żółwi, lecz odnaleziono szczątki tylko jednego jej członka. Pierwszą z tych hipotez autorzy uznali za bardzo mało prawdopodobną. Odkrycie niekompletnej kości promieniowej H. bermudae w podwodnej jaskini potwierdziło, że na Bermudach istniała niegdyś cała populacja żółwi z tego gatunku. Olson i współpracownicy zasugerowali, że H. bermudae wyginęły około 300 tysięcy lat temu, gdy podniósł się poziom mórz. Zdaniem autorów, skoro żółwie nie przetrwały wysokiego poziomu mórz przed 300 tysiącami lat, nie przetrwałyby również tego, który wydarzył się około 100 tysięcy lat wcześniej, co sugeruje, że H. bermudae skolonizowały Bermudy w okresie pomiędzy 400 tys. a 300 tys. lat temu. Nie wykluczyli jednak, że inna populacja tych żółwi występowała na tym archipelagu, gdy poziom wód był stosunkowo niski, około 900–400 tys. lat temu.
Prawdopodobnie H. bermudae żywiły się niewielkimi bezkręgowcami, takimi jak ślimaki z grupy Poecilozonites. W okresie 400–300 tys. lat temu ślimaki te cechowały się dużymi rozmiarami oraz bardzo grubymi muszlami, co przypuszczalnie miało uniemożliwić żółwiom zmiażdżenie ich.